# 前272年
| 千纪： | 前1千纪 |
| 世纪： | 前4世纪 \| 前3世纪 \| 前2世纪 |
| 年代： | 前300年代 \| 前290年代 \| 前280年代 \| 前270年代 \| 前260年代 \| 前250年代 \| 前240年代                                                       |
| 年份： | 前277年 \| 前276年 \| 前275年 \| 前274年 \| 前273年 \| 前272年 \| 前271年 \| 前270年 \| 前269年 \| 前268年 \| 前267年                         |
| 纪年： | 周赧王四十三年 魯頃公八年 齊襄王十二年 趙惠文王二十七年 魏安僖王五年 韓桓惠王元年 秦昭襄王三十五年 楚頃襄王二十七年 衛懷君二十一年 燕惠王七年 |

## 大事记
- 希腊
  - 斯巴達貴族克利奧尼穆斯（Cleonymus）邀請伊庇鲁斯国王皮洛士皮洛士進軍拉科尼亞，攻占了阿卡迪亞的迈加洛波利斯，計劃藉此機會奪取伯羅奔尼撒，但在斯巴達圍城戰遭受斯巴達與馬其頓王國激烈抵抗，轉而偷襲阿爾戈斯，卻在战斗中被杀。
  - 亚历山大二世成为伊庇鲁斯国王
- 中國
  - 宣太后誘殺義渠王於甘泉宮，秦國隨即出兵滅義渠。
  - 楚以左徒黃歇侍太子羋完為質於秦。
  - 秦置南陽郡。
  - 秦、魏、楚共伐燕。
  - 燕惠王薨，子燕武成王立。
- 印度：
  - 阿育王上台。

## 逝世
- 皮洛士，伊庇鲁斯国王